# Petula Clark
Petula Clark, officieel Sally Olwen Clark, CBE (Ewell (Surrey), 15 november 1932) is een Britse zangeres, actrice en componist, meest bekend om haar populaire internationale hits uit de jaren 60. Met ongeveer 70 miljoen verkochte platen wereldwijd is ze de succesvolste Britse zangeres in de geschiedenis. Ze heeft ook de langste carrière in de hitparade, namelijk 51 jaar van The Little Shoemaker die in 1954 in de top-20 van het Verenigd Koninkrijk kwam, tot haar cd L'essentiel - 20 Succès Inoubliables, die in 2005 in België in de albumhitparade kwam.

## Biografie

### Jonge leven
Ze werd geboren in Ewell, Surrey, haar vader was Engels en haar moeder kwam van Wales. Volgens de overlevering had Sally haar artiestennaam "Petula" te danken aan haar vader, die daarin de namen van twee vroegere vriendinnen "Pet" en "Ulla" verwerkte. Ze maakte haar radiodebuut in oktober 1942 toen ze met haar vader bij een uitzending van de BBC was om een bericht te sturen naar een oom die overzees gestationeerd was. De producer vroeg iemand om iets te zingen en Petula gaf zich op, het publiek in de studio was enthousiast en Petula maakte vervolgens zo’n 500 optredens in programma’s die gemaakt waren om de oorlogstroepen te entertainen. Clark toerde door het land met een andere kindster Julie Andrews. Ze werd bekend als "de Britse Shirley Temple" en werd een mascotte voor zowel het Britse als het Amerikaanse leger.
Toen ze in 1944 optrad in de Royal Albert Hall, werd ze ontdekt door filmregisseur Maurice Elvey die haar vroeg om een weeskind te spelen in zijn oorlogsdrama Medal for the General. Er volgden nog verschillende films. Hoewel ze meestal in B-films speelde, had ze toch de kans om samen te werken met Anthony Newley in Vice Versa (geregisseerd door Peter Ustinov) en met Alec Guinness in The Card, die door velen als een klassieker beschouwd wordt.
In 1946 ging haar televisiecarrière van start op de BBC met de show Cabaret Cartoons. Hierna kreeg ze haar eigen namiddagserie die alleen haar naam droeg. In 1949 volgde Pet’s Parlour. In latere jaren, toen ze al een gevierde zangeres was, kreeg ze de series This Is Petula Clark (1966) en The Sound of Petula (1972-1974).
In de jaren vijftig begon ze liedjes op te nemen en uit te brengen. Ze scoorde in 1954 haar eerste hit in het Verenigd Koninkrijk. In de Verenigde Staten bracht ze in 1951 haar eerste lied uit (Tell Me Truly), maar het duurde dertien jaar vooraleer het Amerikaanse platenkopende publiek haar zou ontdekken.

### Internationale faam
Clark werd in 1958 uitgenodigd om te zingen in de befaamde Olympia te Parijs. Daar ontmoette ze Claude Wolff, die drie jaar later haar echtgenoot werd. Toen hij haar vroeg of ze bij platenmaatschappij Vogue Records wilde tekenen, ging ze onmiddellijk akkoord. Haar eerste Franse opnames waren grote successen en in 1960 ging ze op tournee door Frankrijk en België met de Franse ster Sacha Distel, die een goede vriend van haar bleef tot zijn dood in 2004. Petula veroverde het hele continent door liedjes in het Duits, Frans, Italiaans en Spaans te zingen.
In juni 1961 trouwde ze met Wolff, eerst voor de wet in Parijs en daarna voor de kerk in Engeland. Ze besloot naar Frankrijk te verhuizen, waar ze al snel twee dochters kreeg, Barbara Michelle en Katherine Natalie, en later een zoon Patrick die in 1972 geboren werd.
Terwijl ze zich concentreerde op een nieuwe carrière in Frankrijk, bleef ze ook hits maken in haar thuisland. Het lied Sailor werd haar eerste nummer 1-hit in 1961. Datzelfde jaar had ze nog hits met Romeo en My Friend the Sea. Het volgende jaar had ze in Frankrijk dikke hits met Ya Ya Twist (een cover van een lied van Lee Dorsey) en Chariot (originele versie van "I Will Follow Him"). De Duitse en Italiaanse versies van haar hits sloegen ook aan. Ook haar covers van enkele liedjes van Serge Gainsbourg waren een succes.

### Downtown

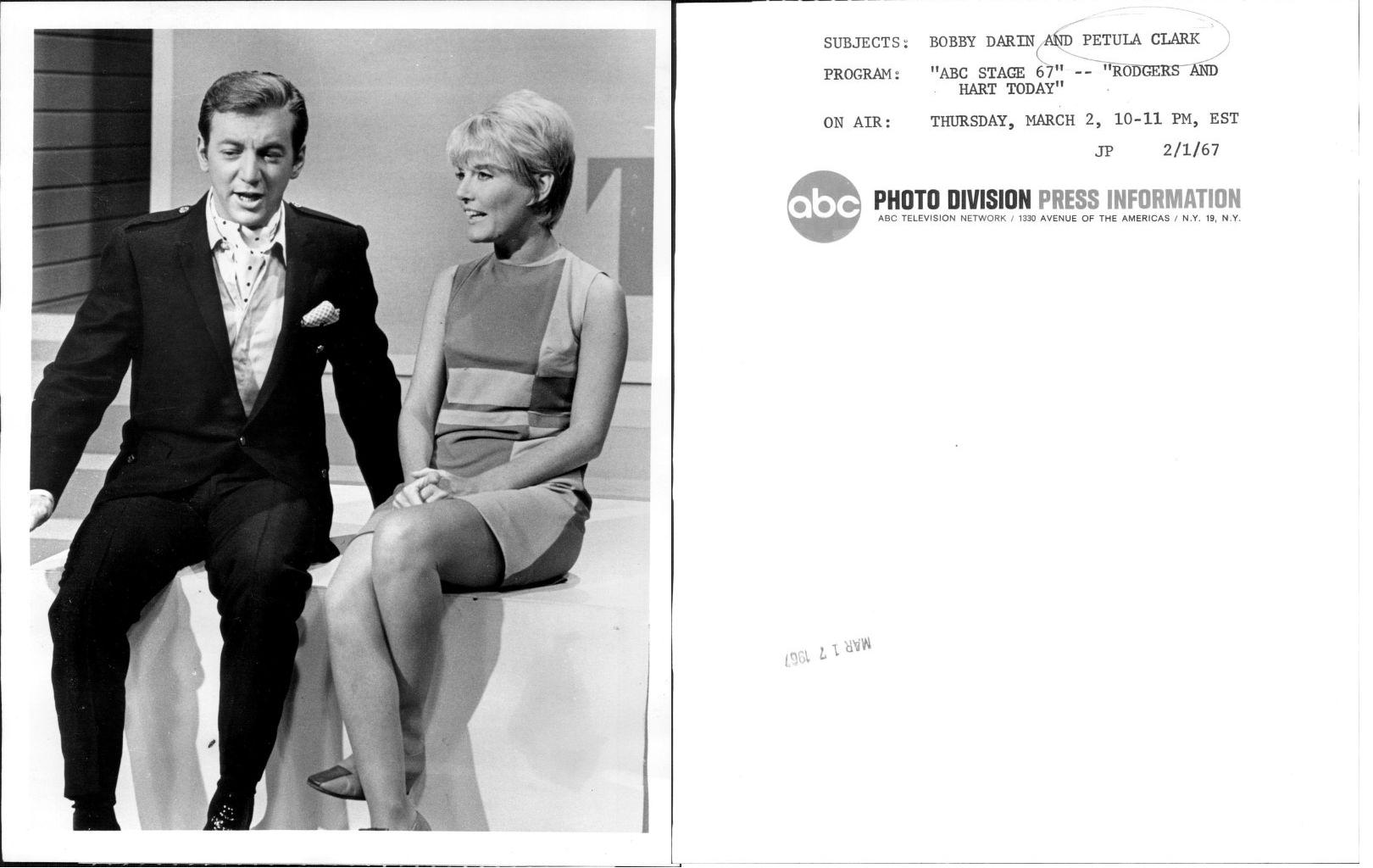
Petula Clark met Bobby Darin in 1967

In 1963 en 1964 maakte haar carrière een crisis door. Componist Tony Hatch van Pye Records vloog naar Parijs met nieuw materiaal, maar Petula vond geen enkel lied goed. Wanhopig speelde hij enkele akkoorden van een nog niet voltooid lied dat geïnspireerd was door zijn recente reis naar New York. Nadat ze de muziek had gehoord, zei Clark dat zij het lied wel wilde opnemen als hij een tekst kon schrijven die even goed was als de melodie. Zo werd Downtown geboren. Noch Clark, die in Frans-Canada aan het optreden was toen het lied uitkwam, noch Hatch realiseerde zich het effect dat het lied zou hebben op hun beider carrières. Downtown werd eind 1964 in vier verschillende talen uitgebracht en was een groot succes in het Verenigd Koninkrijk, Frankrijk (in zowel de Engelse als de Franse versie), Nederland, Duitsland, Australië, Italië en zelfs Rhodesië, Japan en India. Tijdens een bezoek aan de Vogue-kantoren in Parijs hoorde Joe Smith van Warner Brothers het lied en nam onmiddellijk de rechten op zich voor de distributie in de Verenigde Staten. Het lied haalde nummer één in de Billboard Hot 100 in januari 1965 en ging uiteindelijk drie miljoen keer over de toonbank in Amerika. Het was de eerste van vijftien opeenvolgende Top 40-hits die Clark in de VS scoorde, waaronder I Know a Place, My Love, This Is My Song (geschreven door Charlie Chaplin) en Don’t Sleep in the Subway. Door het succes kwam ze ook geregeld op televisie in shows bij Ed Sullivan en Dean Martin. Ze won twee Grammy Awards, voor Downtown en voor I Know a Place. In 2003 werd Downtown opgenomen in de Grammy Hall of Fame. In 1988 wordt Downtown opnieuw een hit door een dance-remix van Peter Slaghuis.
In 1968 vroeg omroep NBC haar als gastvrouw in een special over haar. Petula schreef televisiegeschiedenis. Terwijl ze het zelfgeschreven antioorlogslied On the Path of Glory zong, samen met Harry Belafonte, raakte ze hem onschuldig aan op zijn arm, tot groot ongenoegen van een vertegenwoordiger van Chrysler, de sponsor van de show. De man vreesde dat de aanraking de kijkers uit de Zuidelijke Verenigde Staten zou beledigen. Raciale conflicten waren een heet hangijzer in de VS. Toen hij erop stond dat er een nieuwe opname gemaakt werd waarin Clark en Belafonte ver genoeg van elkaar af stonden, weigerden zij en haar man, die producent was. Zo werd de show, met de aanraking, uitgezonden op 8 april 1968. Het 'incident' kreeg nationaal en internationaal media-aandacht.
Clark nam nog twee specials op, waarvan een als pilotaflevering voor een wekelijkse serie van de zender ABC, maar dat aanbod sloeg ze uiteindelijk af omdat haar kinderen niet graag in Los Angeles woonden.
Eind jaren zestig speelde ze opnieuw in films mee, twee musicals: Finian's Rainbow uit 1968, waarin ze met Fred Astaire speelde en waarvoor ze genomineerd werd bij de Golden Globes, en Goodbye, Mr. Chips uit 1969, samen met Peter O'Toole. Nadien ging haar carrière in Amerika bergafwaarts, hoewel ze er nog nummers opnam en op televisie verscheen.

### Latere carrière

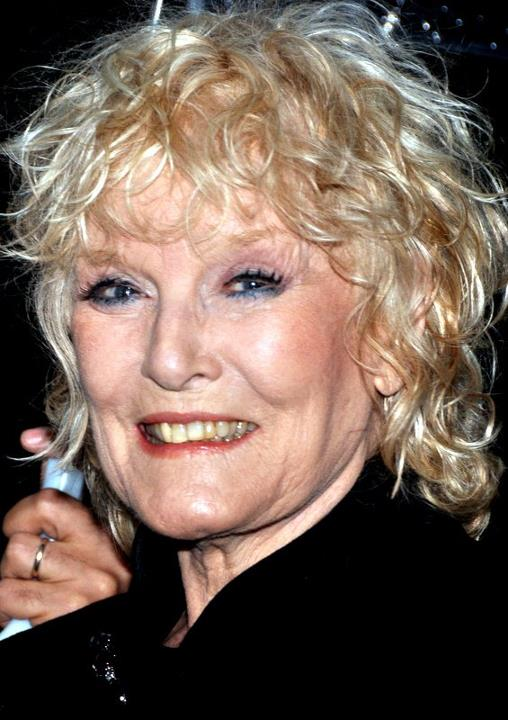
Petula Clark in 2012

In 1954 speelde Clark al mee in de theaterproductie The Constant Nymph, maar het duurde tot 1981 vooraleer ze terugkeerde naar het theater toen ze de rol van Maria von Trapp op zich nam in de musical The Sound of Music. De musical was een immens succes en Clark werd door de echte Maria von Trapp bestempeld als de beste Maria ooit. De oorspronkelijke zes maanden werden uitgebreid naar dertien maanden om aan de grote vraag te kunnen voldoen.
Haar carrière is nog niet voorbij. In 1998 en 2002 maakte ze een grote tournee door het Verenigd Koninkrijk. In 2000 presenteerde ze in Montreal een onewomanshow die ze zelf geschreven had en die goed onthaald werd. Ze maakte nog tournees en er werd ook een dvd uitgebracht van een concert in de Olympia van Parijs uit 2003.
In 1998 werd Clark door koningin Elizabeth II onderscheiden met een benoeming tot Commandeur in de Orde van het Britse Rijk.

## Filmografie
- Medal for the General (1944)
- Strawberry Roan (1945)
- Murder in Reverse (1945)
- I Know Where I'm Going! (1945)
- Trouble at Townsend (1946)
- London Town (1946)
- Vice Versa (1948)
- Easy Money (1948)
- Here Come the Huggetts (1948)
- Vote for Huggett (1949)
- The Huggetts Abroad (1949)
- Don't Ever Leave Me (1949)
- The Romantic Age (1949)
- Dance Hall (1950)
- White Corridors (1951)
- Madame Louise (1951)
- The Card (1952)
- Made in Heaven (1952)
- The Runaway Bus (1954)
- The Gay Dog (1954)
- The Happiness of Three Women (1954)
- Track the Man Down (1955)
- That Woman Opposite (1957)
- 6.5 Special (1958)
- À Couteaux Tirés (1964)
- Finian's Rainbow (1968)
- Goodbye, Mr. Chips (1969)
- Drôles de Zèbres (1977)
- Never, Never Land (1980)
- Sans Famille (1981, Franse miniserie)

## Discografie

### Albums in de hitparade van VK en VS
Ze bracht haar debuutalbum uit in 1956, maar geen enkele lp kwam in de hitparade voor 1965.
- Downtown (1965) US #21
- I Know a Place (1965) US #42
- Petula Clark Sings the World's Greatest International Hits (1965) US #129
- A Sign of the Times/My Love (1966) US #68
- I Couldn't Live Without Your Love (1966) UK #11 / US #43
- Petula Clark's Hit Parade (1967) UK #18
- Colour My World/Who Am I (1967) US #49
- These Are My Songs (1967) UK #38 / US #27
- The Other Man's Grass Is Always Greener (1968) UK #37 / US #93
- Petula (1968) US #51
- Finian's Rainbow (1968) US #90
- Petula Clark's Greatest Hits, Vol. 1 (1969) US #57
- Portrait of Petula (1969) US #37
- Goodbye, Mr. Chips (1969) US #164
- Just Pet (1969) US #176
- Memphis (1970) US #198
- Warm and Tender (1971) US #178
- 20 All Time Greatest (1977) UK #18
- The Ultimate Collection (2002) UK #18

### Singles
| Single met eventuele hitnotering(en) in de Nederlandse Top 40 | Datum van verschijnen | Datum van binnenkomst | Hoogste positie | Aantal weken | Opmerkingen |
| ------------------------------------------------------------- | --------------------- | --------------------- | --------------- | ------------ | ----------- |
| Downtown                                                      | 1964                  | 1965                  | 3               | 15           |             |
| You're the One                                                | 1965                  | 1965                  | 30              | 8            |             |
| My Love                                                       | 1965                  | 1966                  | 13              | 9            |             |
| This Is My Song                                               | 1967                  | 1967                  | 1               | 19           |             |
| Kiss Me Goodbye                                               | 1968                  | 1968                  | 26              | 6            |             |
| The Song of My Life                                           | 1971                  | 1971                  | 30              | 4            |             |

| Single met hitnotering(en) in de Vlaamse Ultratop 50 | Datum van verschijnen | Datum van binnenkomst | Hoogste positie | Aantal weken | Opmerkingen |
| ---------------------------------------------------- | --------------------- | --------------------- | --------------- | ------------ | ----------- |
| Alone                                                | 1958                  | 01-01-1958            | 7               | 12           |             |
| Baby Lover                                           | 1958                  | 01-04-1958            | 1(2wk)          | 24           |             |
| Romeo                                                | 1961                  | 01-08-1961            | 3               | 24           |             |
| Chariot                                              | 1962                  | 01-08-1962            | 8               | 12           |             |
| Coeur blessé                                         | 1962                  | 01-12-1962            | 1(3wk)          | 28           |             |
| Monsieur                                             | 1963                  | 01-01-1963            | 18              | 4            |             |
| Casanova baciami                                     | 1963                  | 01-03-1963            | 15              | 4            |             |
| Je me sens bien                                      | 1963                  | 01-06-1963            | 16              | 4            |             |
| Downtown                                             | 1965                  | 01-02-1965            | 11              | 8            |             |
| My Love                                              | 1966                  | 12-03-1966            | 14              | 10           |             |
| C'est ma chanson                                     | 1967                  | 25-02-1967            | 9               | 10           |             |
| This Is My Song                                      | 1967                  | 11-03-1967            | 1(1wk)          | 18           |             |
| Eternally                                            | 1967                  | 25-11-1967            | 15              | 5            |             |
| Kiss Me Goodbye                                      | 1968                  | 24-02-1968            | 2               | 11           |             |
| The Song of My Life                                  | 1971                  | 20-03-1971            | 11              | 5            |             |
| Kiss Me Goodbye '88                                  | 1988                  | 26-03-1988            | 23              | 6            |             |
| Downtown '88                                         | 1989                  | 04-02-1989            | 19              | 8            |             |

### Singles in de hitparade UK en VS
Alhoewel ze haar eerste single in 1949 maakte, scoorde ze pas in 1954 haar eerste hit.
- 1954: The Little Shoemaker UK #7
- 1955: Majorca UK #12
- 1955: Suddenly There's a Valley UK #7
- 1957: With All My Heart UK #4
- 1957: Alone (Why Must I Be Alone) UK #8
- 1958: Baby Lover UK #12
- 1961: Sailor UK #1
- 1961: Something Missing UK #44
- 1961: Romeo UK #3
- 1961: My Friend the Sea UK #7
- 1962: I'm Counting on You UK #41
- 1962: Ya Ya Twist UK #14
- 1963: Casanova/Chariot UK #39
- 1964: Downtown UK #2 / US #1 (Gold)
- 1965: I Know a Place UK #17 / US #3
- 1965: You'd Better Come Home UK #44 / US #22
- 1965: Round Every Corner UK #43 / US #21
- 1965: You're the One UK #
- 1965: My Love UK #4 / US #1
- 1966: A Sign of The Times UK #49 / US #11
- 1966: I Couldn't Live Without Your Love UK #6 / US #
- 1966: Who Am I US #21
- 1967: Colour My World UK #16 / US #16
- 1967: This Is My Song UK #1 / US #3
- 1967: Don't Sleep in the Subway UK #12 / US #5
- 1967: The Cat in the Window (The Bird in the Sky) US #26
- 1968: The Other Man's Grass (Is Always Greener) UK #20 / US #31
- 1968: Kiss Me Goodbye UK #50 / US #15
- 1968: Don't Give Up US #37
- 1968: American Boys US #59
- 1969: Happy Heart US #62
- 1969: Look at Mine US #89
- 1969: No One Better Than You US #93
- 1971: The Song of My Life UK #32
- 1972: I Don't Know How to Love Him UK #47
- 1972: My Guy US #70
- 1972: The Wedding Song (There Is Love) US #61
- 1982: Natural Love US #66
- 1988: Downtown '88 UK #10

US Top 15 Adult comtemporary hits: "You'd Better Come Home" (#4), "My Love" (#4), "A Sign of The Times" (#2), "I Couldn't Live Without Your Love" (#1), "Colour My World" (#10), "This Is My Song" (#2), "Don't Sleep in the Subway" (#1), "The Cat in the Window" (#9), "The Other Man's Grass" (#3), "Kiss Me Goodbye" (#2), "Don't Give Up" (#5), "Happy Heart" (#12), "Look at Mine" (#14), "My Guy" (#12), "The Wedding Song" (#9), "Loving Arms" (#12, 1974)

### Franse singles
Alle onderstaande liedjes bereikten de nummer 1-positie
- Romeo (1961)
- Ya Ya Twist (1962)
- Chariot (I Will Follow Him) (1962)
- Coeur blessé (1963)
- C'est ma chanson (This Is My Song) (1967)

### Andere noemenswaardige nummers
- Put Your Shoes on Lucy (1949)
- House in the Sky (1949)
- I'll Always Love You (1949)
- Clancy Lowered the Boom (1949)
- You Go to My Head (1950)
- Music! Music! Music! (1950)
- You Are My True Love (1950)
- Mariandl (met Jimmy Young) (1951)
- Where Did My Snowman Go? (1952)
- The Card (1952)
- Christopher Robin at Buckingham Palace (1953)
- Meet Me in Battersea Park (1954)
- Suddenly There's a Valley (1955)
- Another Door Opens (1956)
- With All My Heart (1957)
- Fibbin (1958)
- Devotion (1958)
- Dear Daddy (1959)
- Mama's Talkin' Soft (1959), een lied dat geschrapt werd uit de musical Gypsy: A Musical Fable
- Cinderella Jones (1960)
- Marin (Sailor) (1961)
- Coeur blessé (1963)
- Ceux qui ont un coeur (Anyone Who Had a Heart) (1964)
- Invece no (1965)
- Dans le temps (Downtown) (1965)
- Sauve-moi (1977)
- Mr. Orwell (1984)
- Blood Brothers (International Recording) (1995)
- Songs from Sunset Boulevard (1996)
- Here for You (1998)
- The Ultimate Collection (2002)
- Kaleidoscope (2003)
- Starting All Over Again (2003)
- Live at the Paris Olympia (2004)
- Driven by Emotion (2005)
- Memphis (2005)
- Together (2006), duet met Andy Williams
- Thank You for Christmas (2006)
- Simple Gifts (2006)
- Duets (2007)

### Singles in Duitsland
- 1963 - Casanova baciami
- 1963 - Monsieur
- 1967 - Alle Leute wollen in den Himmel

### NPO Radio 2 Top 2000
| Nummers met noteringen in de NPO Radio 2 Top 2000 | '99  | '00  | '01  | '02  | '03 | '04  | '05  | '06  | '07  | '08  | '09  | '10  | '11  | '12  | '13  |
| ------------------------------------------------- | ---- | ---- | ---- | ---- | --- | ---- | ---- | ---- | ---- | ---- | ---- | ---- | ---- | ---- | ---- |
| Downtown                                          | 829  | 1551 | 1567 | 1219 | 684 | 1079 | 1142 | 1264 | 1431 | 1165 | 1448 | 1482 | 1455 | 1965 | 1939 |
| This Is My Song                                   | 1779 | -    | 1938 | -    | -   | -    | -    | -    | -    | -    | -    | -    | -    | -    | -    |

1. ↑  Een '-' betekent dat het nummer niet was genoteerd en een vetgedrukt getal geeft de hoogste notering van een nummer aan.
2. ↑  Deze tabel is bijgewerkt tot en met de meest recente editie (2024).